# Międzyborów (przystanek kolejowy)
Międzyborów – przystanek kolejowy w Międzyborowie, w województwie mazowieckim, w Polsce. Według klasyfikacji PKP ma kategorię dworca aglomeracyjnego.

## Ruch pasażerski[2]
| Rok  | Wymiana pasażerska na dobę | Miejsce w Polsce |
| ---- | -------------------------- | ---------------- |
| 2017 | 700-999                    | bd.              |
| 2018 | 700-999                    | bd.              |
| 2019 | 1000-1500                  | 265.             |
| 2020 | 700-999                    | 311.             |
| 2021 | 700-999                    | 307.             |
| 2022 | 700-999                    | 338.             |
| 2023 | 700-999                    | 359.             |
| 2024 | 1000-1500                  | 359.             |

## Połączenia
| Przewoźnik         | Linia    | Trasa                                           |
| ------------------ | -------- | ----------------------------------------------- |
| Koleje Mazowieckie | R1 / RE1 | Warszawa Wschodnia – Międzyborów – Skierniewice |